# Conquiliologia
La conquiliologia és la branca de la malacologia que estudia les closques dels mol·luscs i les seves formes. Històricament, ha estat una eina important per a la classificació taxonòmica d'aquests animals. La paraula prové del grec κόγχυλιον, diminutiu de κόγχη konkhé, concha, via el llatí conchylium que significa conquilleta.
Mentre la malacologia estudia el mol·lusc complet, la conquiliologia se centra en l'estudi de les closques. Inclou l'estudi de les conquilles dels mol·lusc terrestres com el de les aigües dolces i els marins. Inclou l'estudi a l'opercle dels gastròpodes. Tot i això, s'utilitza també la paraula conquiliòleg per a col·leccionistes que valoren principalment el valor estètic de les conquilles sense l'aspecte d'estudi científic.

Els conquiliòlegs principalment tracten quatre ordres de mol·luscs gastròpodes (cargols), bivalves (petxines), Polyplacophora i Scaphopoda. Els cefalòpodes només tenen una petita conquilla interna amb l'excepció dels Nautiloidea. Alguns grups, com els nudibrancs, han perdut la seva conquilla mentre que d'altres grups l'han substituït per una estructura de suport proteica.

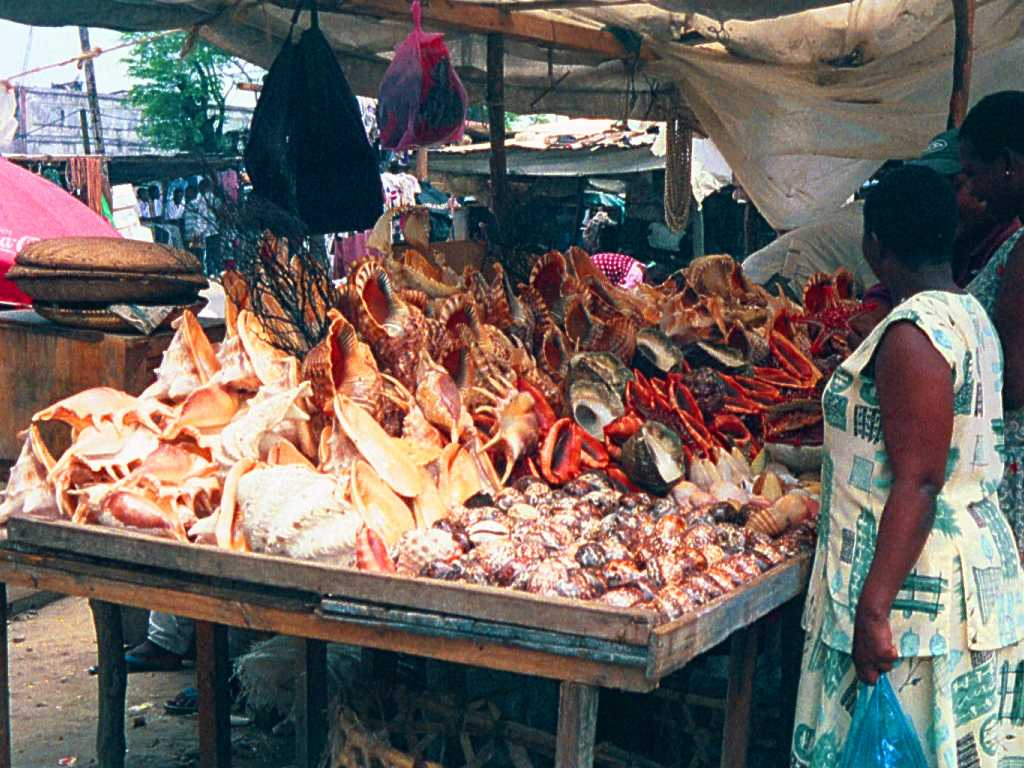
Venda de conquilles a Tanzània

## Història
Probablement els primats ja feien servir els mol·luscs com font d'aliment abans de l'aparició dels humans. Des del Paleolític es tenen proves del comerç de les conquilles marines donat que n'apareixen lluny del mar.
Durant el Renaixement es va desenvolupar interès per recollir objectes biològics que s'acumulaven en els anomenats gabinets de curiositats, gran part d'aquestes objectes eren conquilles. A partir del segle xvii s'inicià l'interès científic per aquestes. Martin Lister el 1685-1692 publicà Historia Conchyliorum, el qual va ser el primer text exhaustiu sobre conquiliologia, comptava amb uns 1.000 gravats.

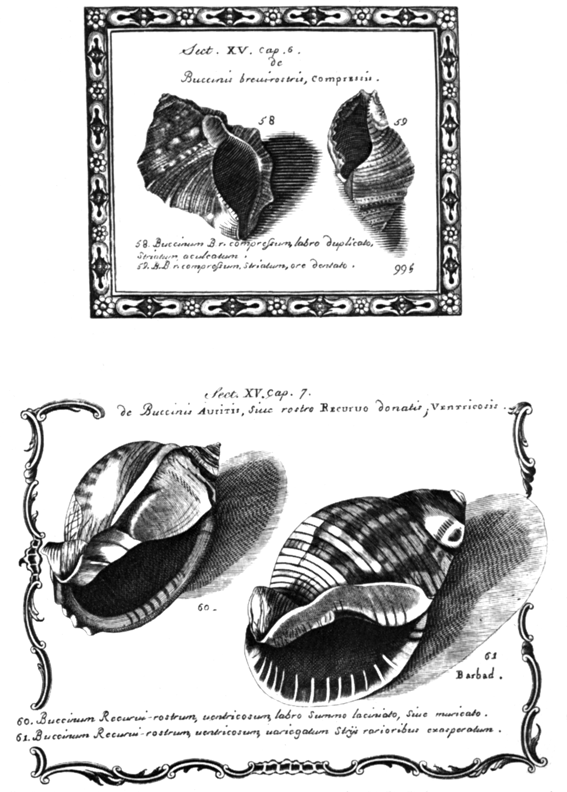
Una placa del llibre de Lister que mostra les conquilles del que anomenava buccinis

George Rumpf o Rumphius, (1627–1702) publicà la primera taxonomia dels mol·luscs. Molts dels termes utilitzats per Rumpf van ser adoptats per Carl von Linné qui a més va revolucionar la zoologia incloent la conquiliologia quan va utilitzar la nomenclatura binomial. 683 de les aproximadament 4000 espècies animals que va descriure es consideren mol·luscs.

## A les arts
A l'obra Vint mil llegües de viatge submarí de Jules Verne, un dels protagonistes és conquiliòleg.